# The Final Chapter (альбом C-Bo)
The Final Charter — шестой студийный альбом C-Bo, выпущенный 9 марта 1999 года на лейбле AWOL Records. Дебютировал на 81-й строчке чарта Billboard 200 и на 20-й строчке Top R&B/Hip-Hop Albums.

## Об альбоме
The Final Charter был выпущен после ухода C-Bo с AWOL Records и состоит из ранее неизданных песен, которые были записаны на AWOL. The Final Chapter был последним альбомом выпущенным на AWOL Records, из-за чего альбом и получил название (название The Final Charter переводится как «Заключительная глава»). Альбом был переиздан 8 декабря 2003 года на собственном лейбле C-Bo, West Coast Mafia Records. Переиздание включает в себя два бонус-трека.

## Список композиций
1. «Intro to the Final Chapter» - 0:33
2. «How Many» (при участии Lil Ric & 151) - 4:24
3. «Get the Chips» (при участии Flow & Pizzo) - 4:21
4. «Best Recognize» (при участии Probable Cauze) - 4:32
5. «Player to Player» (при участии Mo-Jay & Allie Baba) - 4:27
6. «Big Figgas» (при участии AK, Kokane & 151) - 5:03
7. «Interlude» - 0:48
8. «Tru 2 Da Game» (при участии J-Dubb & Lil Ric) - 4:27
9. «Still Mashin» (при участии Flow & Pizzo) - 4:23
10. «As the World Turns» (при участии AP.9, Spice 1 & Sherrelle Fortier) - 4:56
11. «Mobb Deep» (при участии Laroo & 151) - 4:16
12. «Big Boss» (при участии King Pins, Laroo & Raw Pins) - 4:51
13. «My True Soldiers» (при участии Mo-Jay) - 1:42

## Бонус треки
В переиздание альбома, изданного 8 декабря 2003 года вошли два бонус-трека:
1. «Ball Till We Fall» (с участием Killa Tay) - 5:04
2. «Earn Respect» (с участием Revenge) - 3:53

## Позиции в чартах
| Чарт (1999)                           | Высшая позиция |
| ------------------------------------- | -------------- |
| U.S. Billboard 200                    | 81             |
| U.S. Billboard Top R&B/Hip-Hop Albums | 20             |